# Cúmul globular

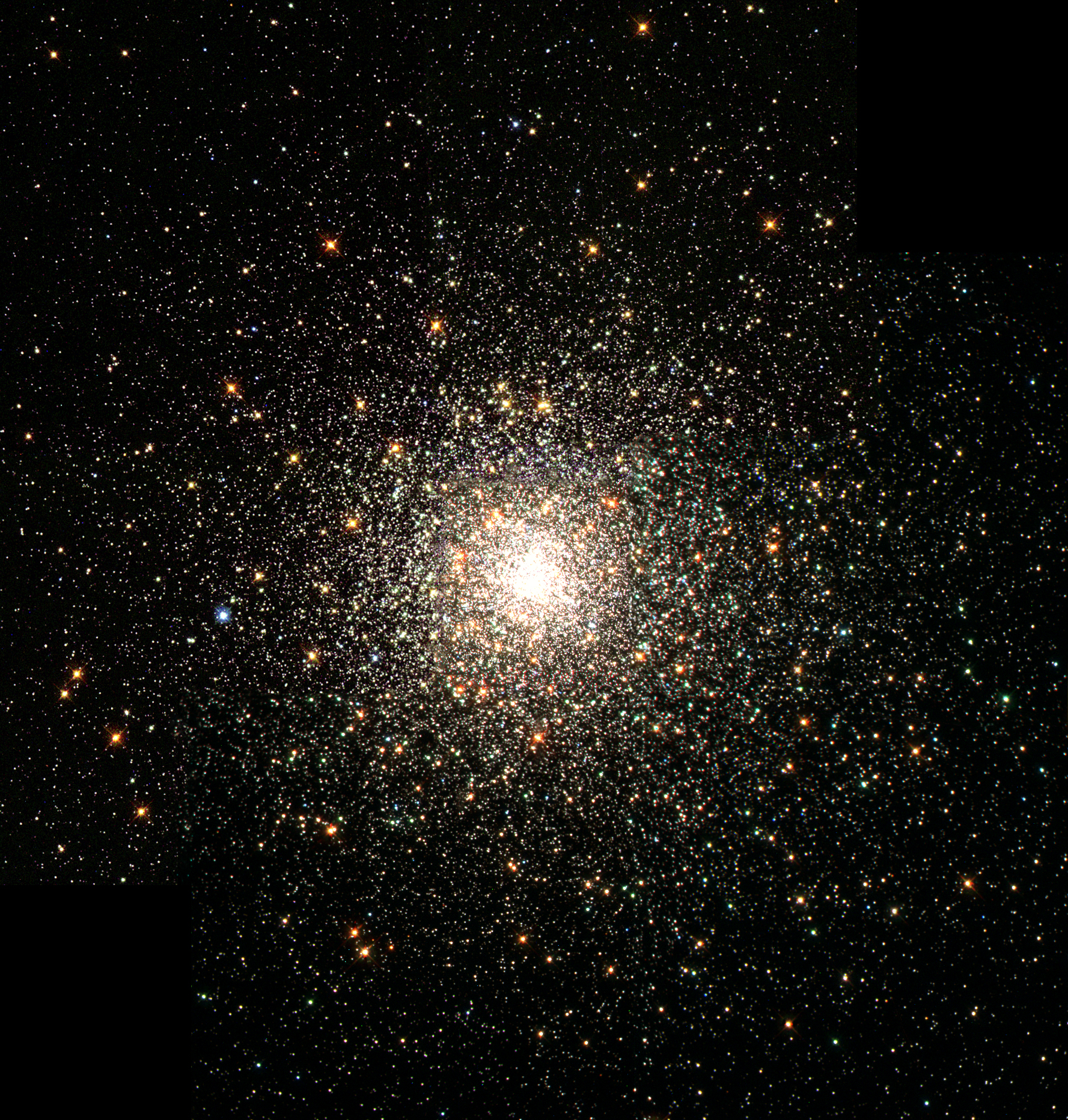
El cúmul globular M80 en la constel·lació de l'Escorpió està situat a uns 30.000 anys llum del Sol i conté centenars de milers d'estrelles.

Un cúmul globular és un grup esfèric d'estrelles velles (cúmul d'estrelles) que orbita entorn d'una galàxia com si fos un satèl·lit. L'òrbita que ocupen és generalment un volum esfèric o el·líptic, també en el cas de les galàxies espirals (les estrelles de les quals estan confinades en un disc).
Els cúmuls globulars es troben fonamentalment en la zona de l'halo galàctic d'una galàxia i contenen considerablement més estrelles i són molt més antics, per regla general, que els cúmuls oberts, menys densos, que es troben dins del mateix disc d'una galàxia.
Els cúmuls globulars són bastant comuns: existeixen al voltant de 150 a 158 cúmuls globulars coneguts actualment a la Via Làctia i, potser, de 10 a 20 més encara per descobrir per estar situats darrera del centre enfosquit pels mateixos centenars de milers d'estrelles del nostre propi nucli galàctic i de la pols interestel·lar. Els cúmuls globulars orbiten la nostra galàxia a distàncies mitjanes habituals de 40 kiloparsecs (130.000 anys llum) o més.
Les galàxies més grans poden tenir encara més cúmuls globulars: així, la galàxia de Andròmeda, per exemple, podria arribar a tenir fins a 500, encara que avui es pensa que totes dues galàxies són bastant similars en grandària i el seu nombre de cúmuls ha de ser similar. Algunes galàxies gegants com les galàxies el·líptiques (particularment aquelles en els centres d'uns certs cúmuls galàctics) com M87, tenen com a mínim uns 13.000 cúmuls globulars.
Cada galàxia de suficient massa dins d'un grup local té un conjunt associat de cúmuls globulars i s'ha descobert que gairebé totes les galàxies grans estudiades posseeixen un sistema de cúmuls globulars. La galàxia el·líptica nana de Sagitari i la discutida galàxia nana del Ca Major, que formen part del nostre grup local semblen estar en el procés de donar els seus propis cúmuls globulars associats (com Palomar 12) a la pròpia Via Làctia en un procés de progressiva atracció gravitatòria. Aquest fet permet inferir quants dels cúmuls globulars de la nostra galàxia podrien haver estat adquirits en el passat mitjançant aquest procés.
Encara que sembla que els cúmuls globulars contenen algunes de les primeres estrelles més antigues que es generen en una galàxia, els seus orígens evolutius i el seu paper en l'evolució galàctica encara no són clars. Sembla evident que els cúmuls globulars són significativament diferents de les galàxies nanes el·líptiques i es van crear com a part de la formació estel·lar de la galàxia mare en lloc de com a galàxies separades.
Sobre un possible origen dels cúmuls globulars, en un article publicat el 5 de maig de 2023 en la revista Astronomy and Astrophysics, els autors del mateix argumenten que els cúmuls globulars es van formar molt primerenc en la història de l'Univers, a penes uns centenars de milions d'anys després del Big bang, sorgint al voltant de gegantesques estrelles supermassives (amb milers de vegades la massa del Sol), però de vides molt curtes (a penes uns pocs milions d'anys), que van agrupar, gràcies a la gravetat, milers o desenes de milers d'altres estrelles en formació progressiva, fins i tot quan l'estrella 'mare' supermassiva va desaparèixer pel seu tipus d'evolució estel·lar de curta durada, el mateix que molts forats negres podrien ser l'origen de gran part de les galàxies que van néixer al seu voltant.

## Història observacional
| Nom del cúmul | Descobert per             | Any  |
| ------------- | ------------------------- | ---- |
| M22           | Abraham Ihle              | 1665 |
| ω Cen         | Edmond Halley             | 1677 |
| M5            | Gottfried Kirch           | 1702 |
| M13           | Edmund Halley             | 1714 |
| M71           | Philippe Loys de Chéseaux | 1745 |
| M4            | Philippe Loys de Chéseaux | 1746 |
| M15           | Jean-Dominique Maraldi    | 1746 |
| M2            | Jean-Dominique Maraldi    | 1746 |

El primer cúmul globular conegut, ara conegut com M22, va ser descobert en 1665 per Abraham Ihle, un astrònom aficionat alemany. No obstant això, donada la petita obertura de les lents dels primers telescopis, les estrelles individuals dins d'un cúmul globular no van ser resoltes fins que Charles Messier va observar M4 en 1764. Els primers vuit cúmuls globulars descoberts es mostren en la taula adjunta a la dreta. Posteriorment, Abbé Lacaille listaría a NGC 104, NGC 4833, M55, M69 i NGC 6397 en el seu catàleg de 1751-52. La M abans d'un número es refereix al catàleg de Charles Messier, mentre que NGC pertany al New General Catalogue de John Dreyer.
Quan William Herschel va començar el seu estudi integral del cel utilitzant grans telescopis en 1782, hi havia un total de 34 cúmuls globulars coneguts. Herschel va descobrir altres 36 ell mateix i va ser el primer a resoldre pràcticament tots ells en estrelles. Ell va encunyar el terme «cúmul globular» en el seu Catàleg de les dues mil Noves Nebuloses i Cúmuls d'Estrelles publicat en 1789.
El nombre de cúmuls globulars descoberts va continuar augmentant, aconseguint 83 en 1915, 93 en 1930 i 97 en 1947. S'han descobert un total de 152 cúmuls globulars a la galàxia Via Làctia, d'un total estimat de 180 ± 20. Es creu que aquests cúmuls globulars addicionals no descoberts estan ocults darrere de les estrelles, del gas i la pols del gran bulb que constitueix el centre de la Via Làctia.
A partir de 1914, Harlow Shapley va començar una sèrie d'estudis de cúmuls globulars, publicats en uns 40 articles científics. Va examinar les estrelles variables RR Lyrae en els cúmuls (que ell va suposar equivocadament que eren estrelles cefeides) i va fer servir la seva relació període-lluminositat per a estimar les seves distàncies. Més tard, es va trobar que les variables RR Lyrae són més febles que les Cefeides, la qual cosa va provocar que Shapley sobreestimés les distàncies d'aquests cúmuls globulars.

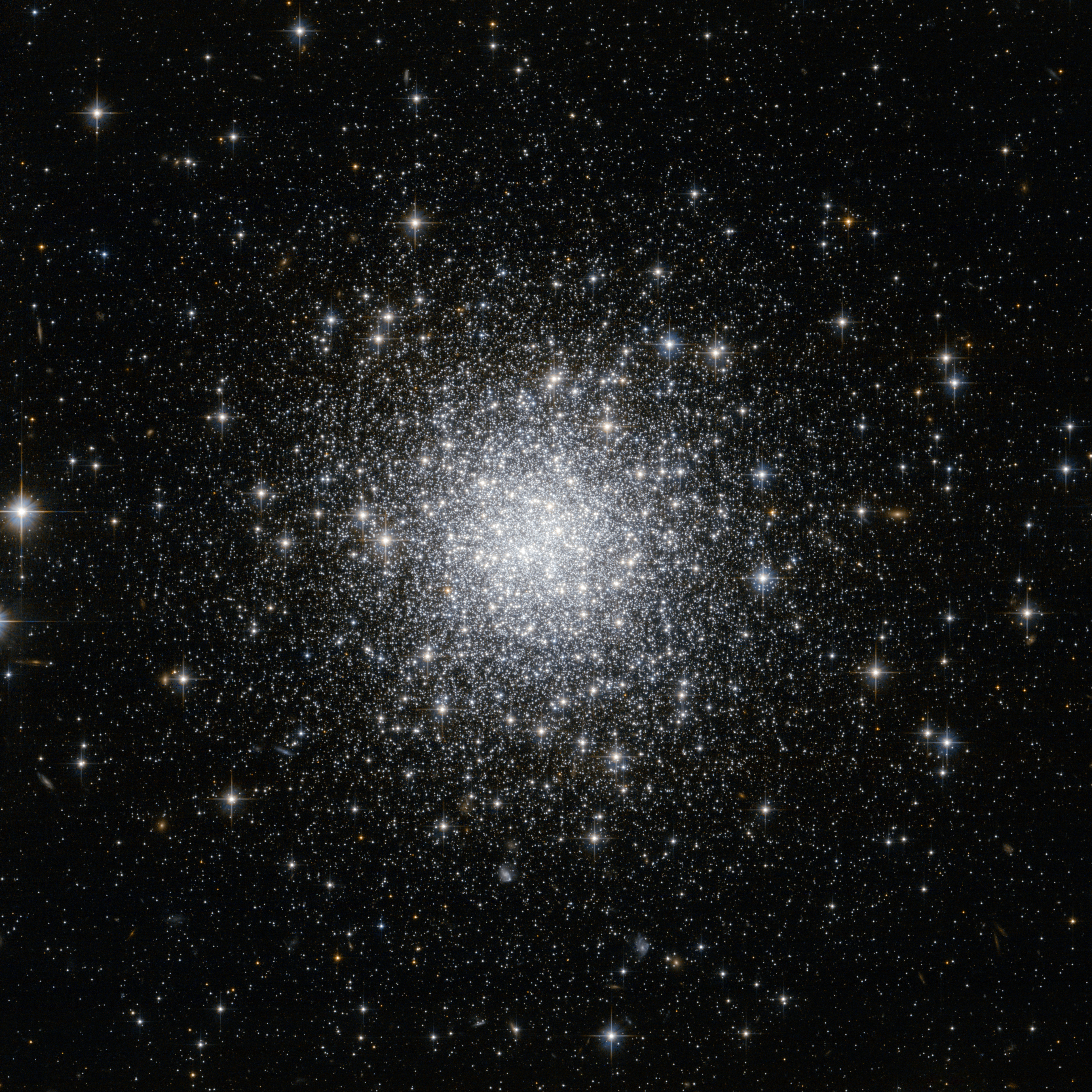
NGC 7006 és un cúmul globular d'alta concentració de Classe I.

Dels cúmuls globulars que pertanyen a la Via Làctia, la majoria es troben orbitant en un halo al voltant del nucli galàctic, i la gran majoria d'ells es troben centrats al voltant del nucli. En 1918, aquesta distribució fortament asimètrica va ser utilitzada per Shapley per a fer una determinació de les dimensions generals de la nostra galàxia. En assumir una distribució aproximadament esfèrica dels cúmuls globulars al voltant del centre de la galàxia, va utilitzar les posicions dels cúmuls per a estimar la posició del Sol en relació amb el centre galàctic. Si bé la seva estimació de distància tenia un error significatiu (encara que dins del mateix ordre de magnitud que el valor actualment acceptat), va demostrar que les dimensions de la galàxia de la Via Làctia eren molt majors del que s'havia pensat anteriorment. El seu error inicial va ser degut a ignorar l'existència de la pols interestel·lar dins de les galàxies, que absorbeix i disminueix la quantitat de llum dels objectes distants que arriba a la Terra, com és el cas dels cúmuls globulars, la qual cosa fa que semblin més llunyans del que realment són perquè la seva llum real emesa es dilueix a la llunyania.
Els mesuraments de Shapley també van indicar que el Sol està relativament lluny del centre de la galàxia, també en contra del que s'havia inferit prèviament en la distribució aparentment uniforme de les estrelles ordinàries.
En realitat, la majoria de les estrelles «ordinàries» es troben dins del disc de la galàxia i les estrelles que es troben en la direcció del centre galàctic i més enllà estan enfosquides pel gas i la pols, mentre que els cúmuls globulars es troben fora del disc i poden veure's a distàncies molt majors.

### Classificació dels cúmuls globulars
Posteriorment, Shapley va ser assistit en els seus estudis de cúmuls globulars per Henrietta Swope i Helen Battles Sawyer. Entre 1927 i 1929, Shapley i Sawyer van categoritzar grups de cúmuls d'acord amb el grau de concentració que cada sistema té cap al seu nucli. Els cúmuls més concentrats es van identificar com de Classe I, amb concentracions cada vegada menors que van fins a la Classe XII. Això es coneix com la Distribució de concentració de Shapley-Sawyer (a vegades s'apareix amb números [Classe 1-12] en lloc d'utilitzar-se els números romans).
En 2015, es va proposar un nou tipus de cúmul globular sobre la base de les noves dades observacionals: el cúmul globular fosc. Aquest tipus de cúmul globular ha estat recentment descobert a la galàxia gegant Centaurus A i es considera inusual, ja que pot contenir quantitats inesperades de matèria fosca o de forats negres massius.

## Composició
Els cúmuls globulars estan generalment composts per centenars de milers d'estrelles velles, de manera semblant al bulb d'una galàxia espiral, però confinades en un volum de només uns pocs parsecs cúbics. Alguns cúmuls globulars (com l'Omega Centauri a la Via Làctia), i G1 en M31) són extraordinàriament massius, de l'ordre de diversos milions de vegades la massa solar. Uns altres, com M15, tenen nuclis extremadament massius, cosa que fa sospitar la presència de forats negres.
Amb unes poques excepcions notables, cada cúmul globular sembla tenir una edat definida. És a dir, totes les estrelles d'un cúmul globular estan aproximadament en la mateixa etapa de la seva evolució estel·lar, cosa que suggereix que s'han format alhora. Va ser el reconeixement d'aquest fet, estudiant els diagrames Hertzsprung-Russell de cúmuls globulars, el que va originar una primera teoria d'evolució dels estels.
Els cúmuls globulars tenen una densitat estel·lar molt alta, de manera que existeixen fortes interaccions entre els seus components i hi solen ocórrer col·lisions amb freqüència. Alguns tipus exòtics d'estels, com els blaus ressagats, els púlsars mil·lisegon i els binaris de poca massa emissors de raigs X són molt més freqüents en els cúmuls globulars.

## Ubiqüitat
Els cúmuls globulars són bastant nombrosos; hi ha almenys 150 cúmuls coneguts en la Via Làctia (i potser 10 o 20 més sense descobrir), i galàxies més grosses com la d'Andròmeda tendeixen a tenir-ne més (Andròmeda en té almenys 500). Algunes galàxies el·líptiques gegants, com M87, podrien tenir fins a 10.000 cúmuls globulars. Els cúmuls orbiten al voltant de la galàxia amb un gran radi de 100 quiloparsecs o més.
En moltes galàxies (especialment, les galàxies el·líptiques massives), sembla haver-hi dues poblacions de cúmuls globulars, d'edats similars (són gairebé tan vells com el mateix univers), però de diferent composició metàl·lica. Aquestes subpoblacions són normalment conegudes com a «pobres en metall» i «riques en metall», encara que la composició d'aquelles conté menys metall que la del Sol. S'han suggerit moltes teories per a explicar aquestes subpoblacions, com fusions galàctiques violentes, l'acreció de galàxies nanes i les múltiples fases de la formació d'estrelles en una sola galàxia. En la nostra Via Làctia, els conglomerats pobres en metall estan associats amb l'halo, i els rics amb la protuberància.

## Origen
Es creu que alguns cúmuls globulars es van formar com a galàxies orbitants al voltant d'una galàxia major, i acabaren únicament amb la seva protuberància central quan les estrelles externes van ser atretes per la força gravitacional de la galàxia amfitriona.

## Significat
Fou per mitjà de l'estudi dels cúmuls globulars com va ser coneguda la posició relativa del Sol en la Via Làctia. Fins als anys 1930, es pensava que el Sol estava situat prop del centre de la galàxia perquè la distribució estel·lar observada en la Via Làctia semblava uniforme. No obstant això, la distribució dels cúmuls globulars era fortament asimètrica. Assumint una distribució més o menys esfèrica dels cúmuls al voltant del centre galàctic, es podria estimar la posició del Sol pel que en fa al centre. Estimant a més les distàncies als cúmuls, també es va poder calcular la distància del Sol al centre. Així, es va poder aclarir que la zona de la Via Làctia observable des de la Terra només representava una minúscula part del total de la galàxia, la majoria de vegades enfosquida per pols i gas.